# والتر دبليو. وايت
والتر دبليو. وايت هو سياسي كندي، ولد في 14 ديسمبر 1862 في سانت جون في كندا، وتوفي في 10 يوليو 1952. حزبياً، نشط في الحزب التقدمي المحافظ في نيو برونزويك ‏. وقد انتخب عضو الجمعية التشريعية لنيو برونزويك ‏.